# Lakeside, Florida
Lakeside är en ort (CDP) i Clay County, i delstaten Florida, USA. Enligt United States Census Bureau har orten en folkmängd på 30 943 invånare (2010) och en landarea på 35 km².